# Медаль «За бездоганну службу» (Казахстан)
Медаль «За бездоганну службу» (каз. Мінсіз қызметi үшін) — державна нагорода Республіки Казахстан, започаткована Указом Президента від 7 травня 2002 року за № 865 для збройних сил. Указом Президента Республіки Казахстан від 30 вересня 2011 року за № 155 медаль належить до відомчих нагород Міністерства оборони, Комітету національної безпеки, Прикордонної служби КНБ РК, Служби державної охорони, Служби зовнішньої розвідки «Сирбар», Комітету внутрішніх військ Міністерства внутрішніх справ, Міністерства з надзвичайних ситуацій.

## Положення про медаль
Медаллю нагороджуються військовослужбовці Збройних Сил, інших військ та військових формувань, співробітники органів внутрішніх справ, протипожежної служби Міністерства з надзвичайних ситуацій Республіки Казахстан, які позитивно характеризуються службою та зразково виконують свій службовий обов'язок.

## Ступені
Медаль «Mіnciз қизметі үшін» складається з трьох ступенів:
- медаль «Mіnciз қизметi үшін» І ступеня — для нагородження за 20 років бездоганної служби;
- медаль «Mіnciз қизметi үшін» ІІ ступеня — для нагородження за 15 років бездоганної служби;
- медаль «Mіnciз қизметi үшін» ІІІ ступеня — для нагородження за 10 років бездоганної служби.

Найвищим ступенем медалі є I ступінь.
Нагородження медаллю «Mіnciз қізметі үшін» проводиться послідовно від нижчого ступеня до найвищого. Нагородження медаллю вищого ступеня не допускається без отримання нагородженої медалі попереднього ступеня.

## Опис

### Медаль «За бездоганну службу» І ступеня
Медаль «Мінсіз қизметi үшін» І ступеня виготовляється з латуні та має форму кола діаметром 34 мм.
На лицьовій стороні медалі розташовані п'ятикутна опукла зірка рубінового кольору з гладкими двогранними променями, сонце і орючий орел золотистого кольору, нижче — римська цифра XX і переплетення дубових і лаврових гілок золотистого кольору, перевитих стрічкою жовтого кольору з червоною. По нижньому краю медаль прикрашена орнаментом, за внутрішнім краєм обідка розташована шабля, по верхньому краю напис «Мінсіз қизметi үшін».
На зворотному боці медалі по центру розташований напис «Қазақстан Республікаси Қарули Күштеріндегі мінсіз қизметі үшін».
Всі зображення та написи на медалі опуклі. Краї медалі облямовані бортиком.
Медаль за допомогою вушка та кільця з'єднується із шестикутною колодкою шириною 34 мм та висотою 50 мм, обтягнутою шовковою муаровою стрічкою. По краях стрічки розташовуються блакитні смуги завширшки 7 мм, посередині стрічки розташовуються дві жовті смужки завширшки 5 мм, між якими червона смужка шириною 6 мм. Ширина стрічки — 30 мм.
Медаль за допомогою шпильки кріпиться до одягу.

### Медаль «За бездоганну службу» ІІ ступеня
Медаль «Мінсіз қизметi үшін» ІІ ступеня виготовляється зі сплаву мельхіор та має форму кола діаметром 34 мм.
На лицьовій стороні медалі розташовані п'ятикутна опукла зірка рубінового кольору з гладкими двогранними променями, сонце і орел золотистого кольору, що ширяє, нижче — римська цифра «XV» і переплетення дубових і лаврових гілок золотистого кольору, перевитих стрічкою жовтого кольору з двома червоними. По нижньому краю медаль оформлена орнаментом, за внутрішнім краєм обідка розташована шабля, по верхньому краю напис «Мінсіз қизметi үшін».
На зворотному боці медалі по центру розташований напис «Қазақстан Республікаси Қарули Күштеріндегі мінсіз қизметі үшін».
Всі зображення та написи на медалі опуклі. Краї медалі облямовані бортиком.
Медаль за допомогою вушка та кільця з'єднується із шестикутною колодкою шириною 34 мм та висотою 50 мм, обтягнутою шовковою муаровою стрічкою. По краях стрічки розташовуються блакитні смуги шириною 7 мм, посередині стрічки розташовуються дві червоні смужки шириною 3 мм, що чергуються із трьома жовтими смужками, крайні з яких шириною 4 мм, середня 2 мм. Ширина стрічки — 30 мм.
Медаль за допомогою шпильки кріпиться до одягу.

### Медаль «За бездоганну службу» ІІІ ступеня
Медаль «За бездоганну службу» ІІІ ступеня виготовляється з мельхіору та має форму кола діаметром 32 мм.
На лицьовій стороні медалі розташовані п'ятикутна опукла зірка рубінового кольору з гладкими двогранними променями, сонце і орел золотистого кольору; нижче римська цифра «X» та переплетення дубових та лаврових гілок срібного кольору, перевитих стрічкою жовтого кольору з трьома червоними смужками. По нижньому краю медаль оформлена орнаментом, за внутрішнім краєм обідка розташована шабля; у верхній частині обідка напис «Мінсіз қизметi үшін».
На зворотному боці медалі по центру розташований напис «Қазақстан Республікаси Қарули Күштеріндегі мінсіз қизметі үшін».
Всі зображення та написи на медалі опуклі. Краї медалі облямовані бортиком.
Медаль за допомогою вушка та кільця з'єднується із шестикутною колодкою шириною 34 мм та висотою 50 мм, обтягнутою шовковою муаровою стрічкою. По краях стрічки розташовуються блакитні смуги шириною 7 мм, посередині стрічки розташовуються три червоні смужки шириною 2 мм, що чергуються із чотирма жовтими смужками, крайні з яких шириною 4 мм, а середні шириною 1 мм. Ширина стрічки — 30 мм.
Медаль за допомогою шпильки кріпиться до одягу.
Медаль виготовлена на Казахстанському монетному дворі в Усть-Каменогорську.